# The Backsides
Albums de Trust
Prends pas ton flingue
(1992) Europe et haines
(1996)
The Backsides est une compilation du groupe de Hard rock français Trust sorti en 1993 qui regroupe des faces B de 45t, un remix et un inédit.
Les chansons "Préfabriqués" et "Darquier" proviennent des sessions de leur premier album Trust, tandis que "Jack Le Vaillant" et "Toutes barricades" de celles de Trust IV et enfin "Show Business" et "Limousine" de celles de Rock 'n' Roll.

## Liste des titres
| No | Titre                                            | Auteur              | Durée |
| -- | ------------------------------------------------ | ------------------- | ----- |
| 1. | Show Business (face B du 45t Serre les poings)   | Bonvoisin / Brusco  | 5:23  |
| 2. | Limousine (face B du 45t promo Serre les poings) | Bonvoisin / Brusco  | 6:59  |
| 3. | Toutes barricades (face B du 45t Idéal)          | Bonvoisin / Brusco  | 5:00  |
| 4. | Préfabriqués (remix '93)                         | Bonvoisin / Krief   | 2:59  |
| 5. | Darquier (face B du 45t "Le Matteur")            | Bonvoisin / Krief   | 3:16  |
| 6. | Jack Le Vaillant (inédit)                        | Bonvoisin / Shemlek | 3:47  |

## Formation
- Bernie Bonvoisin : chant
- Norbert Krief : guitare
- Yves Brusco : basse sur les titres 1, 2, 3 et 6
- Raymond Manna : basse sur les titres 4 et 5
- Farid Medjane : batterie sur les titres 1 et 2
- Clive Burr : batterie sur les titres 3 et 6
- Jean-Emile Hanela : batterie sur les titres 4 et 5
- Moho Shemlek : guitare sur les titres 3 et 6

## Informations
- Enregistré au studio Aquarius (1-2) (Genève), Davout (3-6) (Paris), Scorpio Sound (4-5) (Londres)
- Mixé au studio du Palais des congrès de Paris
- "Darquier" est une chanson qui dénonce la politique antisémite du collaborationniste Louis Darquier de Pellepoix sous l'occupation et fustige les propos qu'il a tenus en 1978 lors d'une interview[1] à propos de Auschwitz et de l'occupation (Interview de Louis Darquier de Pellepoix dans l'express: " À Auschwitz, on n'a gazé que les poux ")[2].